# 亚来乡
亚来乡（藏語：ཡར་སླེབས་，威利转写：yar slebs），是中华人民共和国西藏自治区日喀则市聂拉木县下辖的一个乡镇级行政单位。

## 行政区划
亚来乡下辖以下地区：
亚来村、来新村、土龙村、欧热村、柯亚村和如加村。